# White House Plumbers
Els White House Plumbers o Lampistes de la Casa Blanca, de vegades anomenats simplement els Lampistes, el Projecte Room 16, ODESSA o més oficialment, la Unitat d'Investigacions Especials de la Casa Blanca, van ser una Unitat d'Investigacions Especials encoberta de la Casa Blanca, establerta una setmana després de la publicació dels Papers del Pentàgon el juny de 1971, durant la presidència de Richard Nixon. La seva tasca era aturar i/o respondre a la filtració d'informació classificada, com ara els documents del Pentàgon, als mitjans de comunicació. La tasca de la unitat va "disminuir" després del fallit "robatori d'Ellsberg ", però alguns dels seus antics agents es van dedicar a activitats il·legals mentre encara treballaven a la Casa Blanca juntament amb directius del Comitè per a la Reelecció del President, incloent-hi l'robatori del Watergate i el consegüent escàndol del Watergate. El grup ha estat descrit com els " arregladors " de Nixon.

## Nom
El Dia d'Acció de Gràcies de 1971, David Young va arribar a casa després de la seva planificació a la Unitat d'Investigació Especial, quan la seva àvia li va preguntar: "Què fas a la Casa Blanca?". Ell va respondre: "Estic ajudant el president a aturar algunes filtracions", jugant a propòsit amb la filtració d'informació versus la filtració d'aigua. Ella va exclamar: "Oh, ets un lampista!". Young, E. Howard Hunt i G. Gordon Liddy van posar un cartell a la seva oficina amb el títol "Els lampistes", però el van retirar, ja que es pretenia que les seves operacions fossin d'alt secret. Tot i això, el nom es va quedar per al grup.

## Membres
Els "Lampistes" van arribar a incloure diverses figures del Watergate, com ara Frank Sturgis. Hunt va ser recomanat per Charles Colson, i Liddy va ser recomanada per Egil Krogh. Liddy va encunyar el seu propi indicador de sensibilitat per al grup amb el nom d'"ODESSA".  ODESSA significava " Organisation der ehemaligen SS-Angehörigen " (Organització dels efemerids dels SS), i Liddy va qualificar la missió de la unitat com "dirigida a eliminar la subversió dels secrets de l'administració". Va marcar els documents oficials del lampista amb el sobrenom.
L'agent de l'Agència Central d'Intel·lència (CIA) John Paisley va treballar amb els lampistes a través de l'Oficina de Seguretat de la CIA, de la qual va ser membre el coordinador de seguretat de la campanya de Nixon i lladre del Watergate, James McCord. El 9 d'agost de 1971, el memoràndum de Young indica que es va reunir amb Paisley i el director de la Unitat d'Investigacions Especials, Howard Osborn, en què Paisley va proporcionar una llista d'objectius per a la Unitat d'Investigacions Especials.

## Operacions
La primera tasca dels "Lampistes" va ser el robatori del despatx del psiquiatre de Daniel Ellsberg a Los Angeles, Lewis J. Fielding, en un esforç per descobrir proves que desacreditessin Ellsberg, que havia filtrat els Papers del Pentàgon. Segons sembla, l'operació no va aconseguir trobar l'expedient d'Ellsberg i, per tant, va ser comunicada a la Casa Blanca. No obstant això, el mateix Fielding va declarar que l'expedient era a la seva oficina; el va trobar a terra el matí després del robatori i, evidentment, algú l'havia revisat.  En una conversa del setembre de 1971, John Ehrlichman va aconsellar a Nixon: "Vam tenir una petita operació; ha estat avortada a Los Angeles, cosa que crec que és millor que no ho sàpigues".  Finalment, el cas contra Ellsberg va ser desestimat a causa de mala conducta del govern.
A part del robatori de Fielding, hi ha poques altres activitats en què se sabia que participaven els lampistes. Segons sembla, Hunt va investigar l'incident entre Ted Kennedy i Chappaquiddick ; i Liddy va informar de la presumpta implicació de l' administració Kennedy en l' assassinat de la presidenta sud-vietnamita Ngo Dinh Diem.
Després de l'assalt a Califòrnia, Liddy —que era assessora general, membre del comitè de finances del Comitè per a la Reelecció del President (CRP) i ascendida d'assistent de Krogh i Young— va treballar amb les operacions d'intel·ligència política de la Campanya. Ehrlichman, l'assistent del president per a Afers Interns i la Unitat d'Investigacions Especials, coneixia l'objectiu de Liddy de dur a terme una operació de recopilació d'intel·ligència per al CRP. Liddy va involucrar Hunt en les operacions que més tard inclourien el robatori del Watergate.